# Облога Чернігова (1534)
Облога Чернігова 1534 року — безуспішна спроба взяття Чернігова, розпочата литовським військом на ранньому етапі московсько-литовської війни 1534—1537 років.

## Передісторія
Після закінчення перемир'я між Московською державою і Великим князівством Литовським почалася нова війна. Зібрана в Могильові 40-тисячна литовська армія розділилася. Військо князів Івана та Олександра Вишневецьких було відправлене до Смоленська, а військо київського воєводи Андрія Немировича і конюшого дворного Василя Чижа у Сіверську землю. Частина литовських сил на чолі з Яном Радзивіллом залишилася в Могильові як стратегічний резерв.
Військо Немировича і Чижа діяло разом з загонами союзних Литві кримських татар і спустошувала околиці Чернігова, Новгорода-Сіверського, Почепу та Брянська. Спроба облоги Стародуба закінчилася невдачею — гарнізон воєводи Андрія Левіна і намісника Олександра Кашина при вилазці захопив частину литовської артилерії, відіславши її разом з полоненими гармашами як трофеї до Москви. Литовці, що відійшли від Стародуба перемогли загін воєводи Барбашина, обложили Радогощ і спалили його.

## Облога Чернігова
Спалення Радогоща настільки надихнуло Немировича та Чижа, що вони вирішили замахнутися і на Чернігів. Підійшовши до міста, литовське військо почало обстрілювати його з гармат. Гарнізоном Чернігова керував князь Федір Семенович Мезецький. Незадовго до війни, в 1531 році, у Чернігові завершилося будівництво нової дерев'яної цитаделі з п'ятьма високими вежами, глибоким ровом і підземним ходом до річки Стрижень, яка розташовувалася на місці дитинця давньоруських часів. На озброєнні у фортеці сбуло 27 гармат, а її гарнізон налічував близько 1000 осіб.
Федір Мезецький грамотно організував оборону міста. Гарматним вогнем він не дозволив противнику впритул підійти до міських стін, а вночі несподівано вийшов з фортеці й атакував ворога. Литовці, стомлені походами і денними боями, спали міцним сном. Захоплені зненацька, вони в паніці розбіглися, залишивши московським воїнам всю артилерію і весь обоз. Немировичу і Чижу довелося повернутися до Києва «з відчаєм і соромом».

## Наслідки
Кампанія 1534 року для Литви була провалена. Поразка Немировича, а також невдача Вишневецьких під Смоленськом, не дозволили Литві отримати вигоду з відсутності головних московських сил, які протягом усього теплого періоду стояли біля Серпухова в очікуванні нападу війська кримського хана. Після настання холодів, коли небезпека кримського вторгнення минула, московські війська завдали удару у відповідь вглиб Литви, спустошивши великі території, в тому числі околиці Полоцька, Вітебська, Борисова, Мінська та Молодечно, не дійшовши 15 верст до Вільни.